# 9588 Quesnay
9588 Quesnay è un asteroide della fascia principale. Scoperto nel 1990, presenta un'orbita caratterizzata da un semiasse maggiore pari a 2,5913984 UA e da un'eccentricità di 0,2096550, inclinata di 13,19305° rispetto all'eclittica.